# Aerobiose

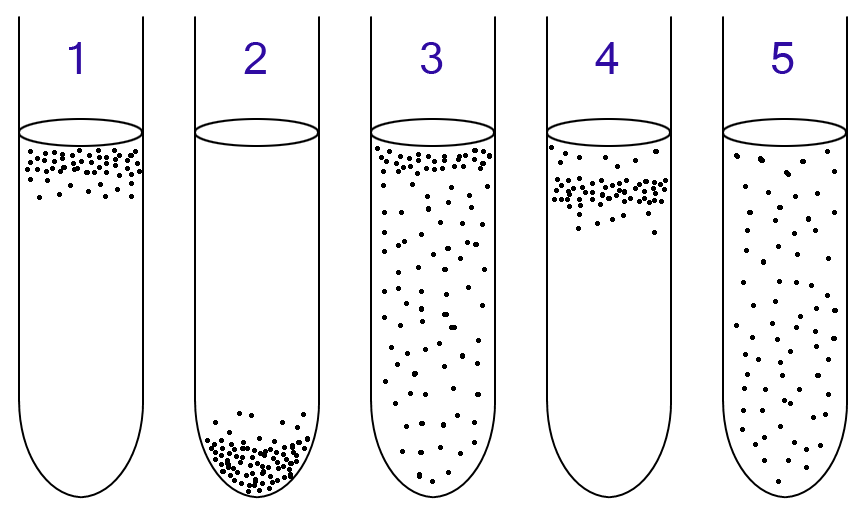
As bactérias anaeróbias e aeróbias podem ser identificadas pelo seu padrão de crescimento em tubos de ensaio de caldo de tioglicolato:
1: Aeróbios obrigatórios, que requerem oxigénio porque não conseguem fermentar nem respirar anaerobicamente. Agrupam-se na parte superior do tubo, onde a concentração de oxigénio é maior.
2: Anaeróbios obrigatórios, que são envenenados pelo oxigénio, pelo que todos crescem juntos na parte inferior do tubo, onde a concentração de oxigénio é mais baixa.
3: Anaeróbios facultativos, que crescem com ou sem oxigénio, porque podem metabolizar a energia aerobicamente ou anaerobicamente. Crescem em maior número na parte superior do tubo porque a respiração aeróbia gera mais ATP do que a fermentação ou a respiração anaeróbia, mas alguns também crescem no resto do tubo.
4: Microaerófilo, que requer pequenas quantidades de oxigénio porque não consegue fermentar nem respirar anaerobicamente, mas morre de envenenamento em concentrações elevadas de oxigénio. Cresce na parte superior do tubo, mas não na parte mais alta.
5: Aerotolerante, que não necessita de oxigénio, pois tem um metabolismo energético anaeróbio, mas não morre de envenenamento se estiver na presença de oxigénio. Cresce por todo o tubo.

A aerobiose refere-se a um processo bioquímico que representa a forma mais eficaz de obter energia a partir de nutrientes como a glicose, na presença obrigatória de oxigênio. Os seres vivos que procedem à aerobiose são os seres aerobióticos. A maioria dos seres vivos encontram-se nestas condições. Os seres vivos que sobrevivem sem oxigênio são anaeróbios.
Reações aerobióticas
As reacções aerobióticas são um tipo específico de um processo mais global, designado por respiração celular. Através destas reacções, a glicose é degradada em dióxido de carbono e água, libertando-se energia. É, assim, como que o processo inverso da fotossíntese, na qual as plantas produzem glicose usando água, dióxido de carbono e energia solar.

## A respiração aeróbia no ser humano
A respiração aeróbia nos seres vivos é caracterizada fundamentalmente pela utilização do oxigênio para a quebra da molécula de glicose. Isso é feito em uma organela especial das células chamada mitocôndria. Para fins didáticos ela normalmente é dividida em três fases:

### Fase anaeróbica ou glicólise
Esta fase acontece ainda no citoplasma (hialoplasma) da célula, fora da mitocôndria.
Por ação de enzimas, a molécula de glicose (composta de seis carbonos, 12 hidrogênios e seis oxigênios) é quebrada em duas moléculas menores de ácido pirúvico (cada uma com três carbonos). A partir delas, por ação também de enzimas ocorre a liberação de dióxido de carbono (CO2), transformando-as em ácido acético (cada uma com dois carbonos).
Nesta fase ocorre a formação de duas moléculas de ATP (responsáveis pelo armazenamento de energia).

### Ciclo de Krebs
Esta fase acontece dentro da mitocôndria, em sua matriz. A molécula de ácido pirúvico entra na mitocôndria, e então começa uma espécie de reconstituição da molécula, para torná-la novamente com seis carbonos. Essa molécula de ácido pirúvico é carregada por uma molécula chamada "acetil CoA" (que possui dois carbonos). A molécula de acetil CoA faz com que o ácido pirúvico se una com uma molécula de ácido oxaloacético (composta de 4 carbonos). Ao unirem-se, forma-se uma molécula composta de seis carbonos, 12 hidrogênios e seis oxigênios (mesma da glicose, porém com os hidrogênios em posição diferente), agora chamada de ácido cítrico. A molécula de acetil CoA sai da reação para voltar a carregar mais moléculas de ácido acético para completar o ciclo.
Nesta fase há formação de 4 ATP's e toda a glicose é quebrada nesta etapa.

### Cadeia respiratória
Sendo a fase mais energética da respiração aeróbia, ela acontece na crista da mitocôndria. É a única fase em que há utilização de oxigênio para a quebra de moléculas, caracterizando a respiração Aeróbia.
A molécula de ácido cítrico é quebrada por moléculas de oxigênio, fazendo com que, ao invés de separar em moléculas menores, como o ocorrido na primeira fase, as moléculas são quebradas perdendo um oxigênio por vez. Assim, o ácido cítrico de seis carbonos é quebrado por uma molécula de oxigênio em uma molécula de cinco carbonos, liberando gás carbônico, água e energia para a formação de ATP. Por sua vez, a molécula composta de cinco carbonos será quebrada em uma de quatro, e assim sucessivamente.
É a partir desta quebra, que se forma o ácido oxaloacético, utilizado para juntar-se com o ácido pirúvico na segunda fase.
Na maioria das células, o número de moléculas totais de ATP's produzidas são de 36. Entretanto há células como as do coracão, rins e fígado cujo toral é de 38 moléculas de ATP produzidas.
A morte por afogamento ou choque anafilático é consequência da não realização da etapa Cadeia Respiratória (ou transportadora de elétrons) da respiração celular.
Os produtos finais da respiração celular é o CO2 (gás carbônico), H2O (água) e ATP. O NAD e o FAD são receptores intermediários de hidrogênio; já o O2 (oxigênio) é o receptor final.